# ヨーン・ホーセンス
ヨーン・ホーセンス（ジョン・-、John Goossens）ことヨハネス・マテウス・ホーセンス（Johannes Matheus Goossens、1988年7月25日 - ）は、オランダ・ヘームステーデ出身の元サッカー選手。現役時代のポジションはMF。

## クラブ経歴
1999年にアヤックス・アカデミーに入団し、ユースカテゴリーの最上位Aクラスに所属した。しかし、トップチームには昇格できず、2009年1月1日、NECナイメヘンと3年契約を結んだ。
2012年3月2日、NECでの活躍が評価され、フェイエノールトに4年契約で移籍した。4月28日、ヘラクレス・アルメロ戦にてデビューしたが、2014年8月27日、双方合意の下、契約を解除した。
2014年10月1日、ダヴィド・トレゼゲが所属していたFCプネー・シティに移籍した。
2015年9月7日、ルーマニア1部に昇格したFCヴォルンタリにフリーで移籍し、2年契約を交わした。
2016年2月29日、MLSのシカゴ・ファイアーFCに2年契約で移籍した。2016シーズンは24試合3得点を記録したが、2年目の2017シーズンは怪我のため、わずか1試合しか出場できなかった。
2018年3月9日、ADOデン・ハーグと1年契約を締結した。2019年6月、契約期間をさらに2年延長した。